# (13125) Tobolsk
(13125) Tobolsk (1994 PK5) – planetoida z pasa głównego asteroid okrążająca Słońce w ciągu 4,41 lat w średniej odległości 2,69 j.a. Odkryta 10 sierpnia 1994 roku.